# 28. červenec
28. červenec je 209. den roku podle gregoriánského kalendáře (210. v přestupném roce). Do konce roku zbývá 156 dní. Svátek slaví Viktor.

## Události

### Česko
- 1353 – Anna Svídnická, třetí žena Karla IV. je korunována českou královnou. Na německou královnu v Cáchách 9. 2. 1354 a římskou císařovnou společně s Karlem IV. 5. 4. 1355 v Římě.
- 1420 – Proběhla korunovace Zikmunda Lucemburského za českého krále, i přesto, že byl 14. července poražen v Bitvě na Vítkově.
- 1848 – V Teplicích se konal sjezd zástupců německého Konstitučního spolku, který se vyslovil pro politické a hospodářské spojení Čech s Německem.
- 1916 – Plzeňská radnice vyhlásila bezmasé dny. Podle nově vydaného nařízení řezníci nesměli prodávat maso dokonce dva dny v týdnu - ve středu a v pátek. A dokonce i plzeňské restaurace směly v ty dny nabízet jen bezmasé pokrmy.
- 1926 – Rozhlasový přenos z Olšanského hřbitova při příležitosti 70 let od úmrtí K. Havlíčka Borovského.
- 1969 – Při železniční nehodě v Bezděčíně zahynulo 23 lidí.
- 1976 – Největší letecká havárie ČSA na území ČSSR. Letadlo Il-18 na lince Praha–Bratislava, po automatickém vypnutí motoru z důvodu nesprávné pilotáže, spadlo do jezera Zlaté piesky u Bratislavy. Zahynulo 70 cestujících a 6 členů posádky, pouze 3 cestující nehodu přežili.
- 1999 – Majitel cestovní kanceláře Václav Fischer byl zvolen senátorem v doplňovacích volbách v Praze l.
- 2022 – Odstřelen vysílač Topolná.

### Svět
- 0388 – V bitvě u Aquileje porazil císař Theodosius jiného císaře Magna Maxima
- 1540 – Anglický král Jindřich VIII. nechal za vlastizradu popravit ministerského předsedu Thomase Cromwella a vzal si za manželku Kateřinu Howardovou.
- 1656 – Začala dvoudenní bitva u Varšavy, při které švédská vojska porazila polsko-litevskou armádu.
- 1794 – Popravou Maximiliena Robespierra, Louise de Saint-Just a dalších vůdců jakobínů během Thermidorského převratu byla ukončena Velká francouzská revoluce.
- 1808 – Mahmut II. se stal osmanským sultánem.
- 1809 – Během Španělské války za nezávislost proběhla bitva u Talavery.
- 1821 – Peru vyhlásilo nezávislost na Španělsku.
- 1914 – Rakousko-Uhersko vyhlásilo válku Srbsku, začala první světová válka.
- 1915 – Začala devatenáctiletá americká okupace Haiti.
- 1928 – V Amsterdamu byly zahájeny IX. Letní olympijské hry.
- 1935 – Poprvé vzlétl bombardovací letoun Boeing B-17 Flying Fortress.
- 1942 – Josif Stalin vydal rozkaz č. 227, který zakazoval důstojníkům i vojákům ustupovat bez rozkazů vyššího velení.
- 1945 – Při nárazu bombardéru B-25 Mitchell do mrakodrapu Empire State Building v New Yorku zahynulo 14 lidí.
- 1976 – Při zemětřesení v čínském Tchang-šanu zahynuly stovky tisíc lidí a dle počtu obětí bylo největším ve 20. století.
- 1984 – V Los Angeles byly zahájeny XXIII. Letní olympijské hry.

## Narození
Viz též Kategorie:Narození 28. července — automatický abecedně řazený seznam.

### Česko

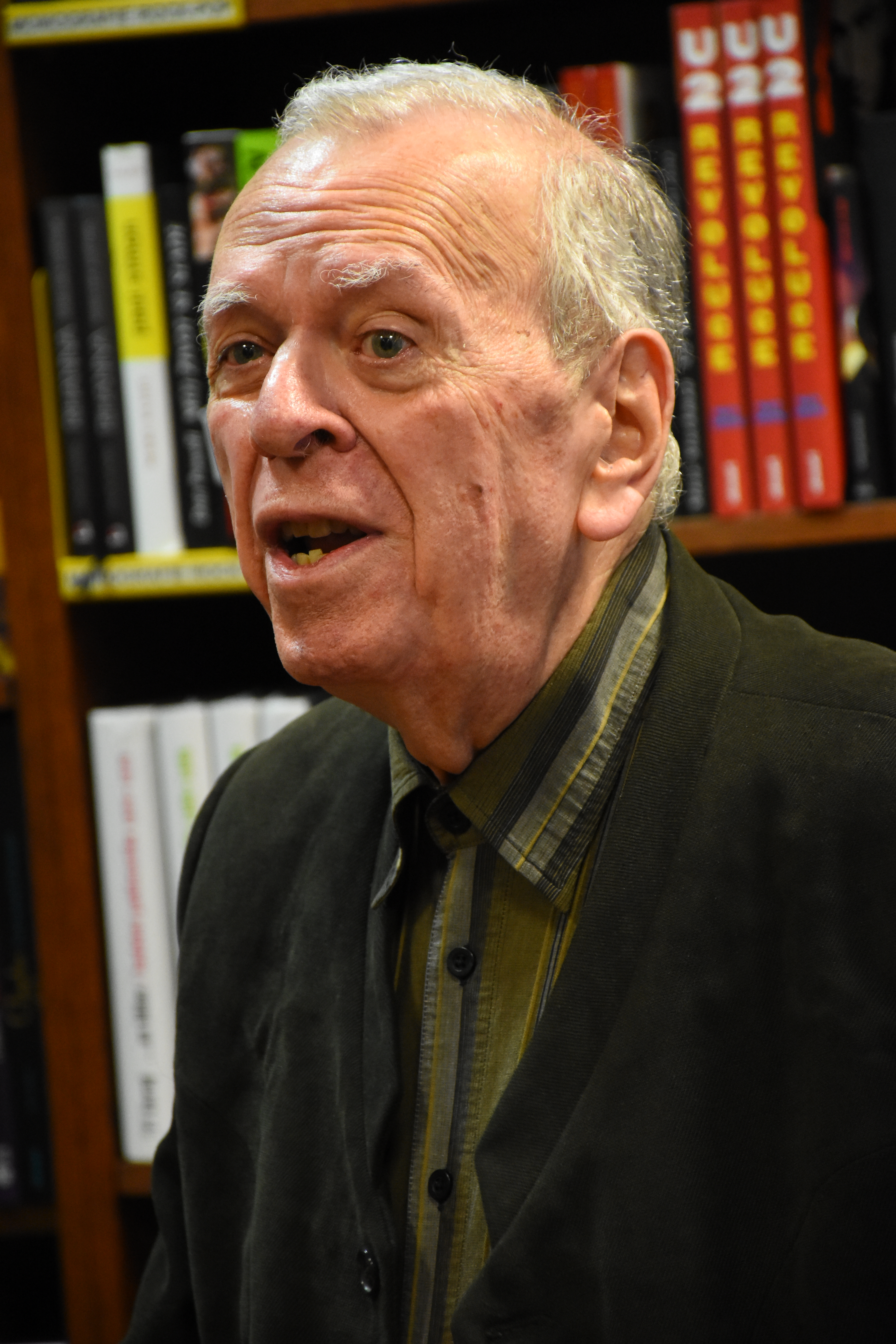
Milan Uhde (* 1936)

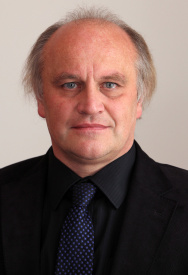
Michael Kocáb (* 1954)

- 1829 – Ludvík Vorel, poslanec Českého zemského sněmu, starosta Žebráku († 28. května 1900)
- 1853 – Velebín Urbánek, hudební nakladatel († 26. září 1892)
- 1859 – Ignát Hořica, novinář a politik († 3. dubna 1902)
- 1869
  - Jaroslav Brabec, československý politik († 29. ledna 1930)
  - August Naegle, československý politik německé národnosti († 12. října 1932)
- 1875
  - Paul Stadler, sochař († 22. října 1955)
  - Karl Fritscher, československý politik německé národnosti († 10. května 1945)
- 1878 – Josef Kratochvíl, mineralog, geolog a pedagog († 1. listopadu 1958)
- 1879 – Inocenc Arnošt Bláha, sociolog, filosof a pedagog († 25. dubna 1960)
- 1880 – Vlastimil Amort, sochař a legionář († 29. srpna 1950)
- 1892 – Franz Janowitz, rakouský a český německy píšící básník († 4. listopadu 1917)
- 1900 – Josef Knap, spisovatel († 13. prosince 1973)
- 1905 – Vladimír Leraus, divadelní a filmový herec († 29. června 1991)
- 1908 – Alfons Jindra, skladatel, klarinetista, saxofonista a houslista († 20. prosince 1978)
- 1909 – Karel Šourek, malíř, typograf, scénograf, výtvarný kritik a historik umění († 29. března 1950)
- 1912 – Fanoš Mikulecký, skladatel zlidovělých písní († 23. března 1970)
- 1914
  - Marta Pavlisová, rychlostní kanoistka († 13. srpna 1953)
  - Josef Pojar, kněz, voják a příslušník výsadku Gummit († 3. srpna 1992)
- 1922 – Milan Píka, slovenský a český brigádní generál, příslušník RAF († 20. března 2019)
- 1923 – Josef Charvát, člen československého protikomunistického odboje († 5. listopadu 1949)
- 1928
  - Květa Pacovská, malířka, sochařka, ilustrátorka, grafička, typografka († 6. února 2023)
  - Ludvík Středa, spisovatel, básník, novinář († 15. října 2006)
- 1929
  - Jehuda Bacon, izraelský malíř českého původu
  - Josef Veselý, katolický kněz, básník, novinář, spisovatel a politický vězeň komunistického režimu († 5. února 2010)
- 1934 – Ivan Remunda, malíř, grafik a spisovatel († 2014)
- 1936 – Milan Uhde, spisovatel
- 1938 – Dušan Uhlíř, historik
- 1943 – Václav Havlíček, elektrotechnik a rektor ČVUT
- 1945 – Václav Žák, novinář a politik
- 1948
  - Ivan Mašek, pravicový politik a ekonom († 7. ledna 2019)
  - Ivan Matoušek, spisovatel, básník a výtvarník
- 1954
  - Marie Gawrecká, historička
  - Michael Kocáb, hudební skladatel, zpěvák, politik
  - David Radok, operní režisér
  - Aleš Drvota, zpěvák († 23. prosince 1987)
- 1959 – František Černý, hokejista
- 1960 – Otakáro Schmidt, režisér
- 1968 – Pavel Brycz, spisovatel
- 1970 – Galina Miklínová, výtvarnice
- 1975 – Milan Mikuláštík, výtvarník
- 1976 – David Škach, zpěvák
- 1977 – Ladislav Sokolovský, basketbalista
- 1997 – Jan Macák, youtuber

### Svět

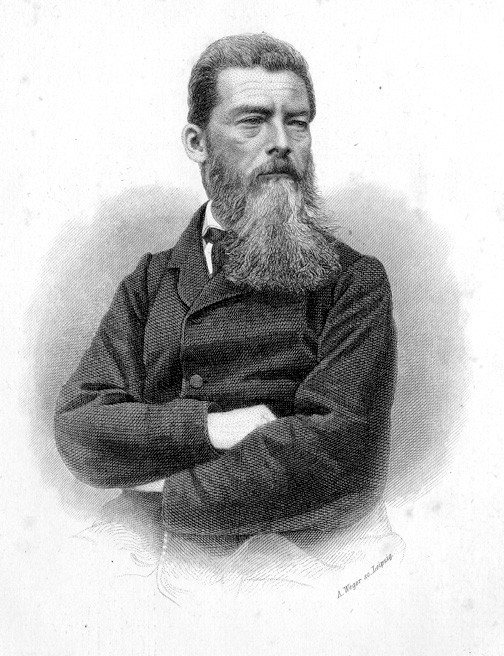
Ludwig Feuerbach (* 1804)

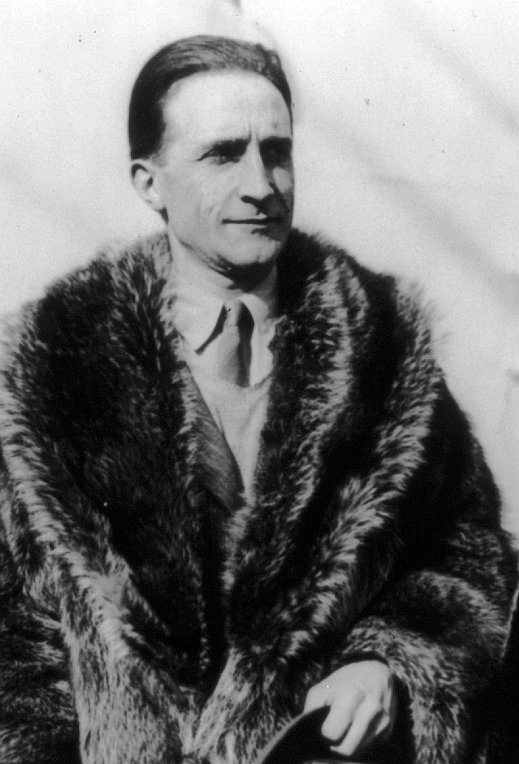
Marcel Duchamp (* 1887)

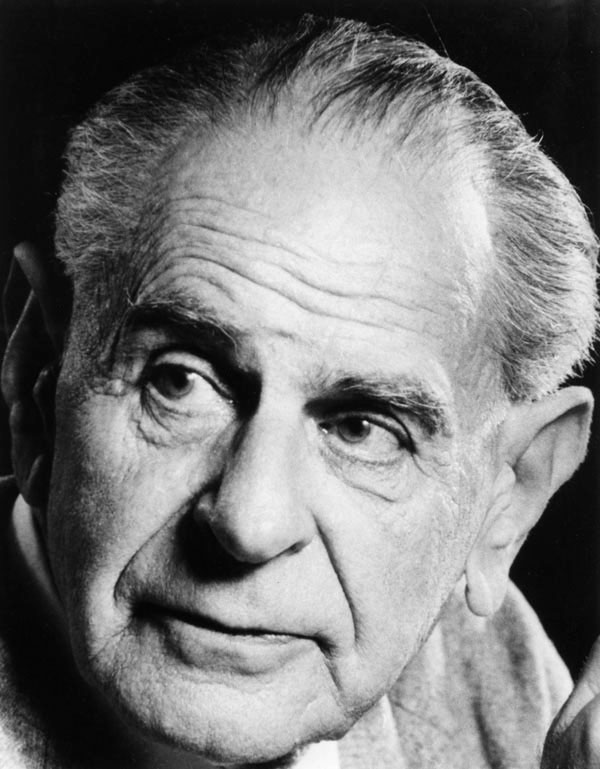
Karl Popper (* 1902)

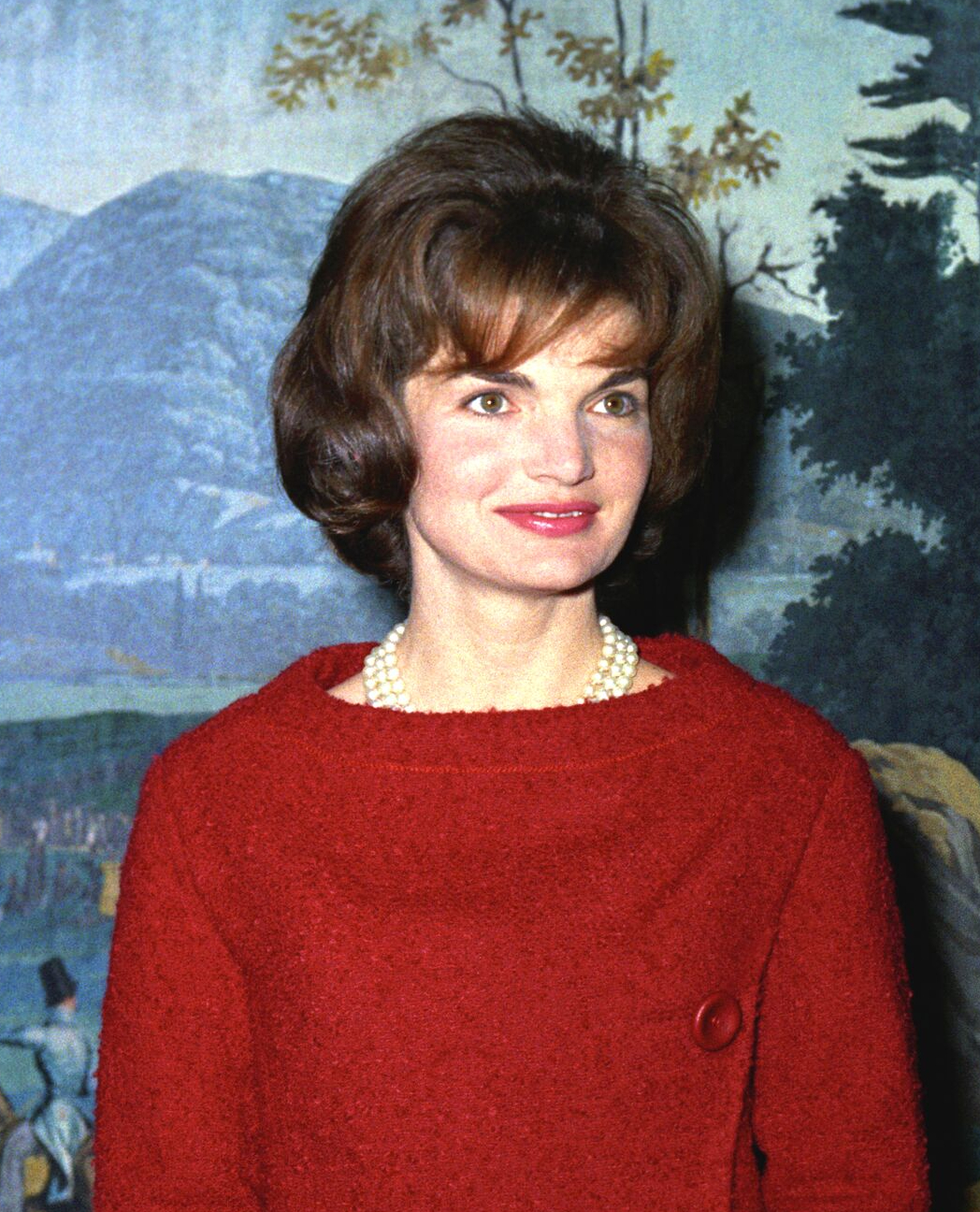
Jacqueline Kennedyová Onassisová (* 1929)

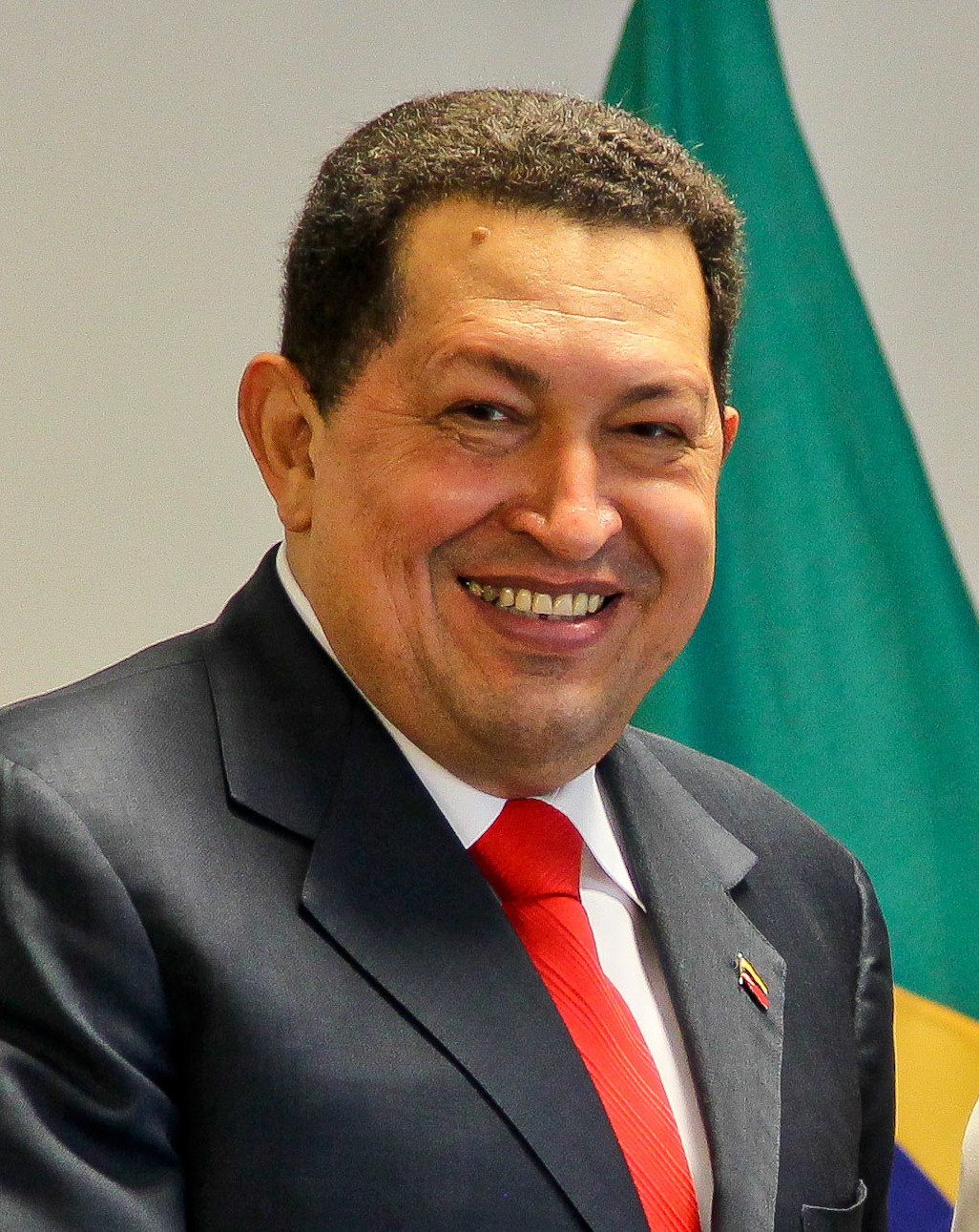
Hugo Chávez (* 1954)

- 1165 – Ibn al-Arabí, arabský islámský mystik a filozof († 16. listopadu 1240)
- 1609 – Judith Leyster, holandská malířka († 10. února 1660)
- 1674 – Charles Boyle, 4. hrabě z Orrery, britský generál a šlechtic († 28. srpna 1731)
- 1701 – Giacomo Sellitto, italský skladatel († 20. listopadu 1763)
- 1724 – Cyprián z Červeného Kláštora, slovenský botanik, lékárník, lékař, alchymista a kamaldulský mnich († 1775)
- 1768 – Henriette Frölich, německá spisovatelka († 5. dubna 1833)
- 1804 – Ludwig Feuerbach, německý filozof († 13. září 1872)
- 1806 – Alexandr Andrejevič Ivanov, ruský malíř († 15. července 1858)
- 1812 – Józef Ignacy Kraszewski, polský národní buditel, historik, spisovatel († 19. března 1887)
- 1838 – Jan Matejko, polský malíř († 1. listopadu 1893)
- 1840 – Edward Drinker Cope, americký anatom a paleontolog († 12. dubna 1897)
- 1844 – Vincze von Borbás, maďarský botanik († 7. července 1905)
- 1851 – Theodor Lipps, německý filozof a psycholog († 17. října 1914)
- 1855 – Joseph Ladue, zlatokop, obchodník a zakladatel města Dawson († 27. června 1901)
- 1866 – Beatrix Potterová, anglická spisovatelka († 22. prosince 1943)
- 1874 – Ernst Cassirer, německo-americký novokantovský filosof († 13. dubna 1945)
- 1878
  - Guy Warren Ballard, zakladatel Hnutí Já jsem († 29. prosince 1939)
  - Ľudovít Medvecký, československý politik slovenské národnosti († 26. března 1954)
- 1883 – Angela Hitlerová, sestra Adolfa Hitlera († 30. října 1949)
- 1887
  - Marcel Duchamp, francouzský malíř († 2. října 1968)
  - Max Burchartz, německý grafik, typograf a fotograf († 31. ledna 1961)
  - Tecu Katajama, japonský premiér († 30. května 1978)
- 1892 – Georges Madon, francouzský pilot († 11. listopadu 1924)
- 1893 – Rued Langgaard, dánský varhaník a hudební skladatel († 10. července 1952)
- 1900 – Vladimir Filippovič Tribuc, sovětský admirál († 30. srpna 1977)
- 1902 – Karl Popper, britský filosof rakouského původu († 17. září 1994)
- 1904
  - Elyesa Bazna, německý špion, krycí jméno Cicero († 23. prosince 1970)
  - Pavel Alexejevič Čerenkov, ruský fyzik († 6. ledna 1990)
  - Selwyn Lloyd, britský konzervativní politik († 18. května 1978)
- 1905 – Ashley Montagu, britsko-americký antropolog († 26. listopadu 1999)
- 1909
  - Aenne Burdová, vydavatelka módních časopisů († 3. listopadu 2005)
  - Malcolm Lowry, anglický básník a spisovatel († 26. června 1957)
- 1915 – Charles Hard Townes, americký fyzik, Nobelova cena za fyziku 1964 († 27. ledna 2015)
- 1922 – Jacques Piccard, švýcarský vědec († 1. listopadu 2008)
- 1925
  - Juan Alberto Schiaffino, uruguayský fotbalista († 13. listopadu 2002)
  - Baruch Samuel Blumberg, americký lékař, Nobelova cena za fyziologii a medicínu 1976 († 5. dubna 2011)
- 1927 – John Ashbery, americký básník a novinář († 3. září 2017)
- 1929
  - Jacqueline Kennedyová Onassisová, manželka prezidenta Johna F. Kennedyho († 19. května 1994)
  - Remco Campert, nizozemský básník a spisovatel († 4. července 2022)
- 1930 – Manfred Bierwisch, německý lingvista
- 1937 – Francis Veber, francouzský herec, dramatik, scenárista, režisér a producent
- 1938 – Luis Aragonés, španělský fotbalista a trenér († 1. února 2014)
- 1941
  - Colin Higgins, americký herec, režisér a scenárista († 5. srpna 1988)
  - Riccardo Muti, italský dirigent
- 1942 – Valdis Birkavs, lotyšský premiér
- 1943
  - Richard Wright, britský hudebník a člen skupiny Pink Floyd († 15. září 2008)
  - Mike Bloomfield, americký bluesový kytarista a zpěvák († 15. února 1981)
- 1945 – Jim Davis, americký kreslíř, autor komiksu Garfield
- 1949
  - Simon Kirke, anglický rockový bubeník
  - Steve Peregrin Took, anglický hudebník († 27. října 1980)
- 1950 – Howard Buten, americký spisovatel, psycholog, houslista a klaun žijící ve Francii († 3. ledna 2025)
- 1951 – Santiago Calatrava, španělský architekt
- 1954
  - Hugo Chávez, venezuelský prezident († 5. března 2013)
  - Steve Morse, americký kytarista, člen skupiny Deep Purple
  - Bruce Abbott, americký herec
  - Lenka Pichlíková, americká herečka
- 1956 – Luca Barbareschi, italský herec, scenárista, producent a režisér
- 1958
  - Terry Fox, sportovec postižený rakovinou kostí, kanadský národní hrdina († 28. června 1981)
  - Mladen Grdović, chorvatský zpěvák a skladatel
  - Christopher Dean, britský krasobruslař, olympijský vítěz
- 1965
  - Karsten Thormaehlen, německý fotograf
  - Delfeayo Marsalis, americký pozounista
- 1970 – Robert Behnken, americký pilot a astronaut
- 1972 – Alena Antalová, slovenská herečka
- 1974
  - Kaori Činen, japonská hráčka go
  - Vitalie Pîrlog, moldavský politik
- 1977 – Mark Boswell, kanadský atlet
- 1984 – Zach Parise, americký lední hokejista
- 1985 – Benjamin Wess, německý pozemní hokejista
- 1991 – Lukáš Štetina, slovenský fotbalový obránce
- 1993
  - Cher Lloyd, anglická zpěvačka a raperka
  - Harry Kane, anglický fotbalista

## Úmrtí
Viz též Kategorie:Úmrtí 28. července — automatický abecedně řazený seznam.

### Česko

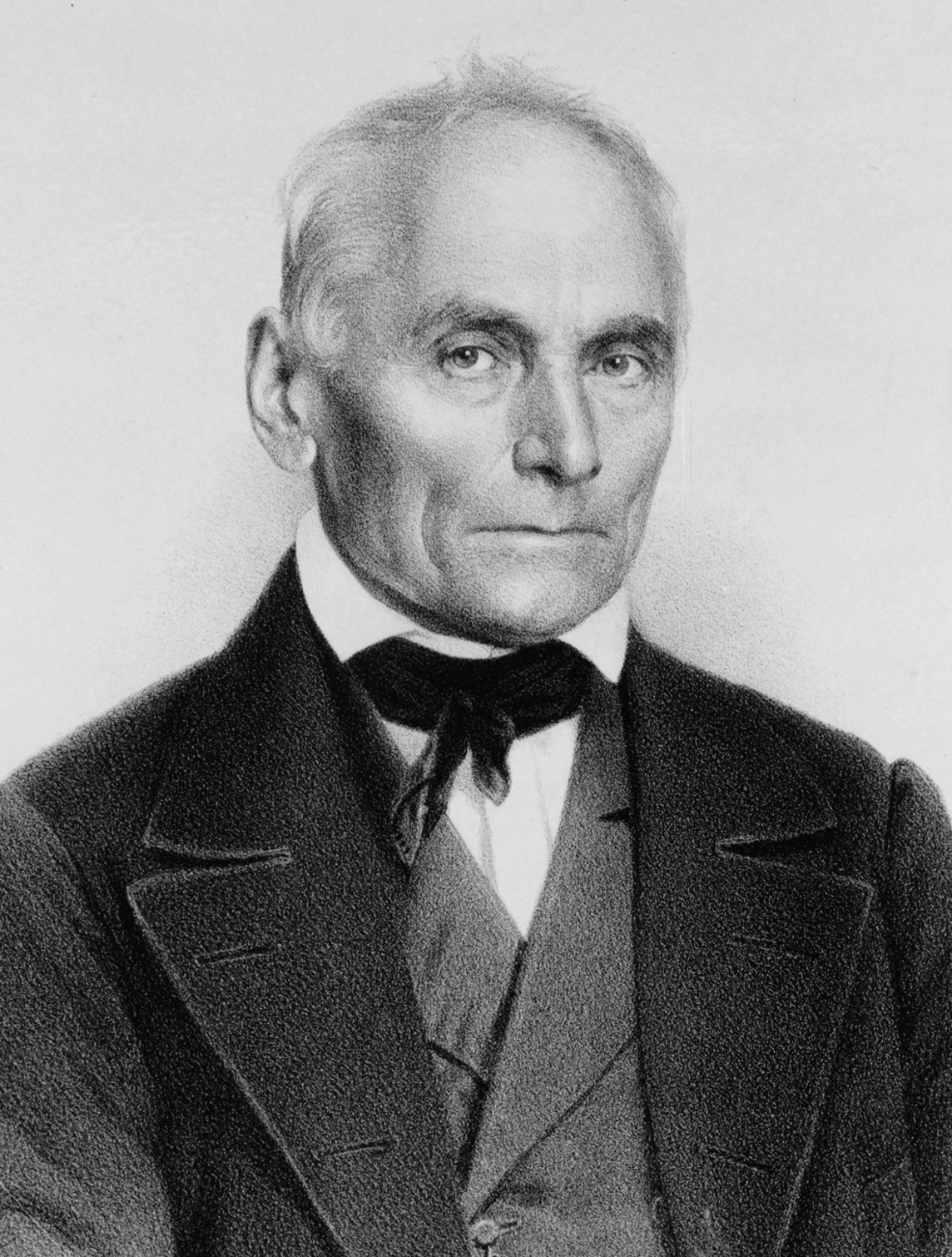
Jan Evangelista Purkyně († 1869)

- 1715 – Jakub Kresa, matematik (* 19. července 1648)
- 1869 – Jan Evangelista Purkyně, fyziolog (* 18. prosince 1787)
- 1887 – Jan Machytka, architekt (* 14. března 1844)
- 1894 – Gustav Winterholler, vysoký státní úředník, starosta Brna (* 14. dubna 1833)
- 1897 – Josef Matyáš Trenkwald, česko-rakouský malíř (* 13. března 1824)
- 1926 – Raimund Fuchs, kanovník litoměřické kapituly (* 11. ledna 1846)
- 1942 – Augustin Schubert, kněz (* 14. května 1902)
- 1944 – Josef Schinzel, světící biskup olomoucké diecéze (* 15. března 1869)
- 1945 – Alois Šmolík, konstruktér letadel (* 16. dubna 1897)
- 1954 – Rudolf Beran, politik (* 28. prosince 1887)
- 1957 – Géza Szüllő, československý politik maďarské národnosti (* 5. února 1872)
- 1960 – Arnold Jirásek, lékař (* 3. července 1887)
- 1967 – Vít Skála, malíř, scénograf a režizér (* 18. ledna 1883)
- 1974 – Ludwig Blum, česko-izraelský malíř (* 24. července 1891)
- 1978 – Ferdinand Hajný, fotbalový reprezentant (* 3. února 1899)
- 1980 – Otakar Kraus, operní pěvec (barytonista) (* 10. prosince 1909)
- 1985 – Rudolf Mertlík, básník a spisovatel (* 14. května 1913)
- 1999
  - Ladislav Novák, malíř a spisovatel (* 4. srpna 1925)
  - Věra Adlová, spisovatelka (* 22. července 1919)
- 2005 – Jiří Jirouš, klavírista, houslista, dirigent a hudební skladatel (* 4. srpna 1923)
- 2008 – Milena Lukešová, spisovatelka (* 16. června 1922)
- 2009 – Josef Lesák, politik a studentský vůdce v roce 1948 (* 21. října 1920)
- 2010
  - Jiřina Lukešová, filmová střihačka (* 12. září 1919)
  - Vladimír Forst, literární historik (* 13. července 1921)
- 2011 – Steva Maršálek, herec (* 11. září 1923)
- 2015 – Josef Vlček, katolický aktivista, politický vězeň a vydavatel (* 6. června 1920)
- 2023 – Jana Šulcová, herečka (* 12. února 1947)

### Svět

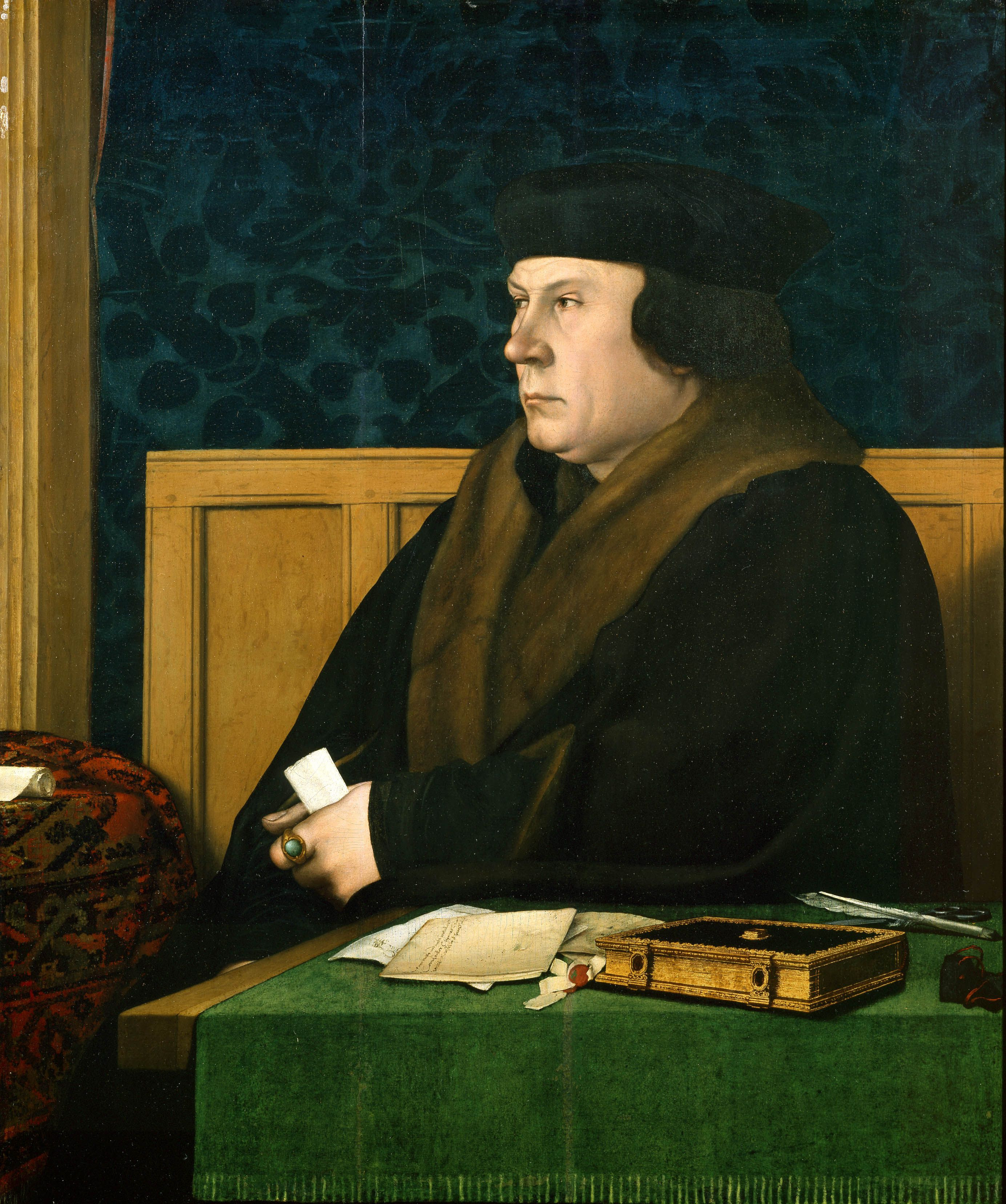
Thomas Cromwell († 1540)

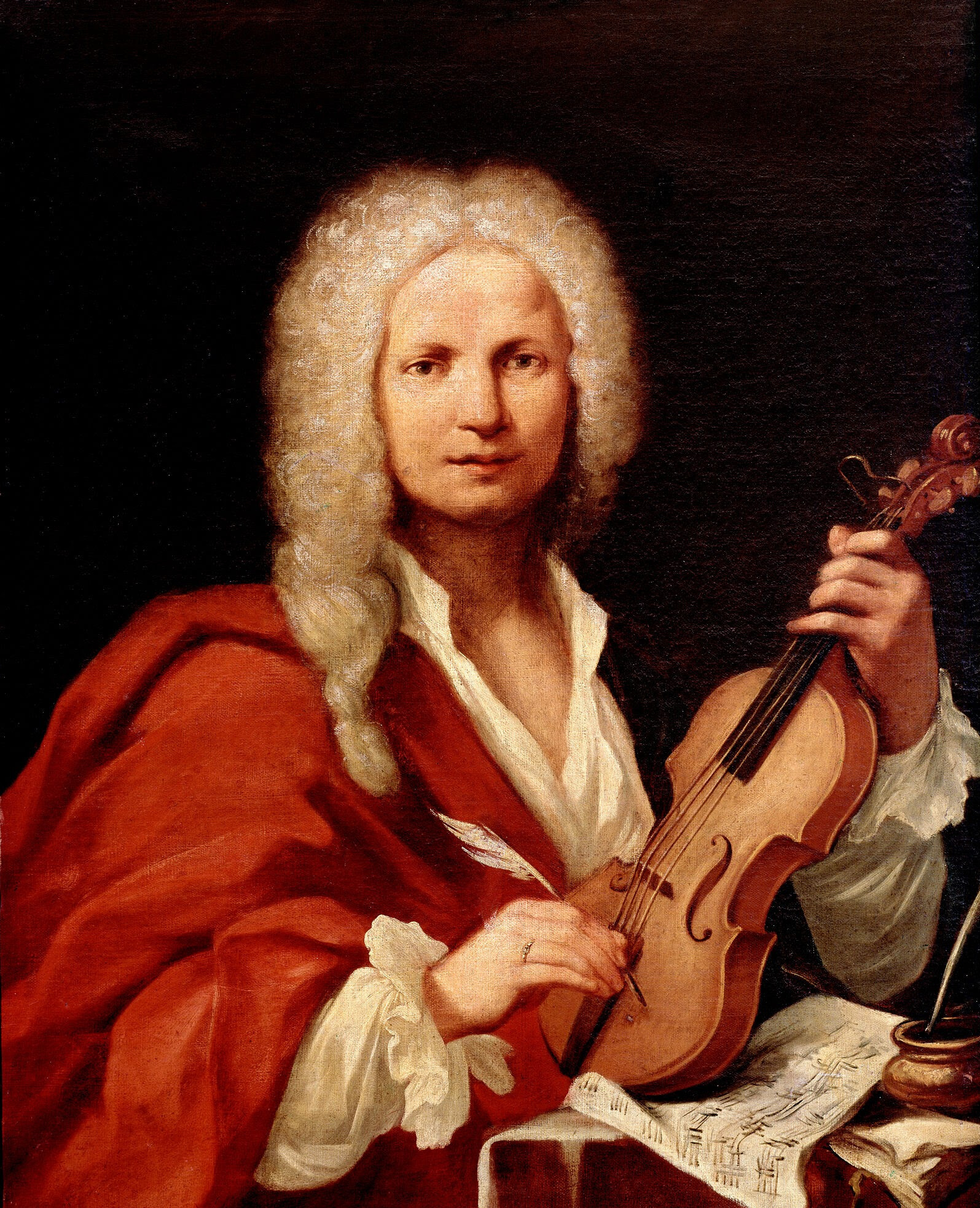
Antonio Vivaldi († 1741)

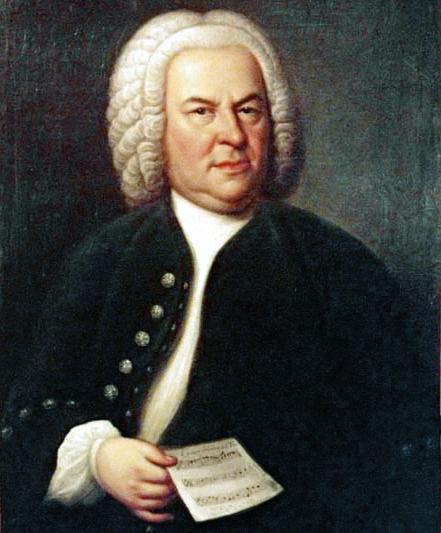
Johann Sebastian Bach († 1750)

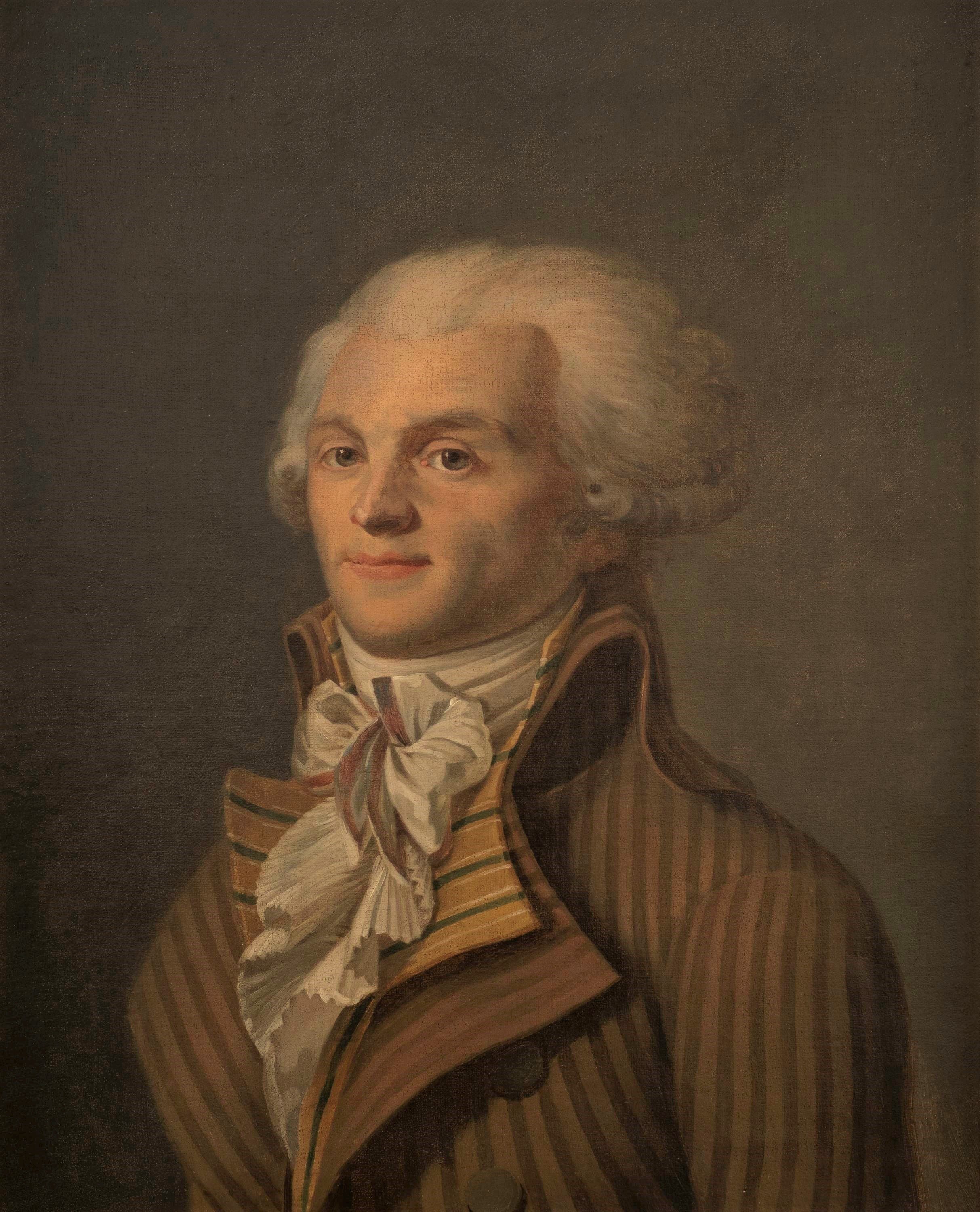
Maximilien Robespierre († 1794)

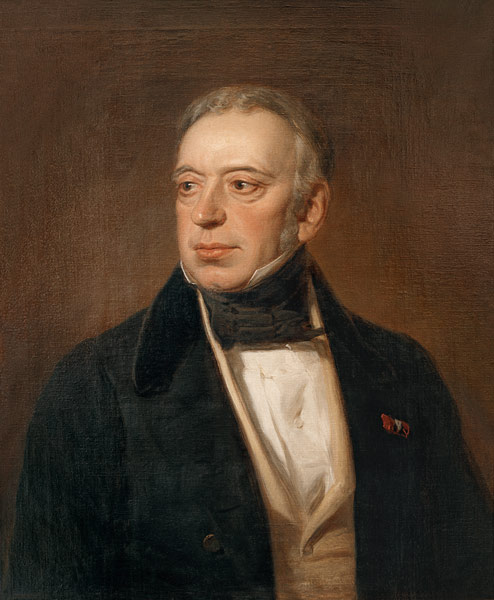
Salomon Mayer Rothschild († 1855)

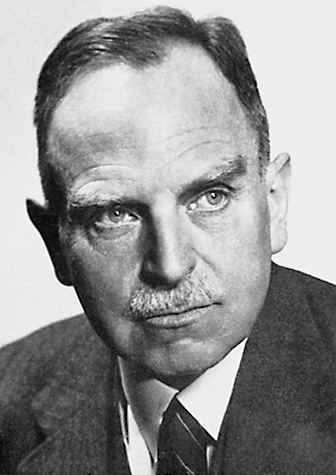
Otto Hahn († 1968)

- 0450 – Theodosius II., východořímský císař (* 401)
- 1057 – Viktor II., papež (* 1018)
- 1128 – Vilém I. Flanderský, flanderský hrabě (* 1101)
- 1230 – Leopold VI. Babenberský, vévoda štýrský a rakouský (* ? 1176)
- 1368 – Boleslav II. Malý, svídnicko-javorský kníže z dynastie slezských Piastovců (* 1312)
- 1655 – Cyrano de Bergerac, francouzský spisovatel (* 6. března 1619)
- 1719 – Arp Schnitger, německý varhanář (* 2. července 1648)
- 1741 – Antonio Vivaldi, italský skladatel, houslista a dirigent (* 4. března 1678)
- 1750 – Johann Sebastian Bach, německý skladatel a varhaník (* 21. března 1685)
- 1794
  - Augustin Robespierre, francouzský revoluční politik (* 21. ledna 1763)
  - Jean-Baptiste Fleuriot-Lescot, francouzský revolucionář (* 25. srpna 1761)
  - Maximilien Robespierre, francouzský advokát, poslanec Národního shromáždění, jakobín a představitel jakobínského revolučního a politického Teroru (* 6. května 1758)
  - Louis de Saint-Just, francouzský revolucionář, vojenský vůdce a osobnost Velké francouzské revoluce (* 25. srpna 1767)
  - Georges Couthon, francouzský revoluční politik (* 22. prosince 1755)
- 1811 – Abraham Abramson, pruský razič mincí (* 1754)
- 1818 – Gaspard Monge, francouzský přírodovědec a matematik (* 10. května 1746)
- 1821 – August Friedrich Schweigger, německý přírodovědec (* 8. září 1783)
- 1832 – Joseph Schreyvogel, rakouský spisovatel (* 27. března 1768)
- 1835 – Édouard Adolphe Casimir Joseph Mortier, francouzský maršál (* 13. února 1768)
- 1836 – Nathan Mayer Rothschild, německý bankéř, podnikatel a finančník (* 16. září 1777)
- 1837 – Joseph Schubert, německý houslista a skladatel (* 20. prosince 1754)
- 1842 – Clemens Brentano, německý romantický básník (* 8. září 1778)
- 1844 – Josef Bonaparte, neapolský a španělský král, bratr Napoleona Bonaparte (* 7. ledna 1768)
- 1849
  - Karel Albert Sardinský, sardinsko-piemontský král (* 2. října 1798)
  - Gabriel Jean Joseph Molitor, francouzský generál (* 7. března 1770)
- 1852 – Andrew Jackson Downing, americký zahradní architekt (* 31. října 1815)
- 1855 – Salomon Mayer Rothschild, vídeňský bankéř z německé rodiny (* 9. září 1774)
- 1869 – Carl Gustav Carus, německý malíř, lékař, psycholog, fyziolog a botanik (* 3. ledna 1789)
- 1890 – Maksymilian Fajans, polský litograf a fotograf (* 1825)
- 1894 – Gustav Winterholler, německý právník (* 14. dubna 1833)
- 1897
  - Eduard von Engerth, rakouský malíř (* 13. května 1818
  - Janko Kersnik, slovinský spisovatel (* 4. září 1852)
  - Josef Matyáš Trenkwald, česko-rakouský malíř (* 13. března 1824)
- 1898 – Leopold von Dittel, rakouský lékař moravského původu, zakladatel urologie (* 29. května 1815)
- 1900 – Emerich z Thurn-Taxisu, rakouský generál a šlechtic z rodu Thurn-Taxisů (* 12. dubna 1820)
- 1902 – Jehan Georges Vibert, francouzský malíř (* 30. září 1840)
- 1904 – Vjačeslav von Pleve, ruský politik (* 20. dubna 1846)
- 1928 – Édouard-Henri Avril, francouzský malíř (* 21. května 1849)
- 1930 – Allvar Gullstrand, švédský oftalmolog, nositel Nobelovy ceny (* 5. června 1862)
- 1934 – Marie Dresslerová, americká herečka (* 9. listopadu 1868)
- 1936 – Pedro Poveda Castroverde, španělský světec, mučedník (* 3. prosince 1874)
- 1938 – Józef Unszlicht, sovětský politik (* 31. prosince 1879)
- 1942 – William Flinders Petrie, anglický egyptolog (* 3. června 1853)
- 1944 – Fritz von Scholz, německý generál (* 9. prosince 1896)
- 1946 – Svatá Alfonsa, indická řeholnice (* 19. srpna 1910)
- 1951 – Ferdiš Kostka, slovenský lidový keramik (* říjen 1878)
- 1956 – Walter Andrae, německý archeolog (* 18. února 1875)
- 1959 – Roald Larsen, norský rychlobruslař (* 2. ledna 1898)
- 1960
  - Clyde Kluckhohn, americký kulturní antropolog (* 11. ledna 1905)
  - Ethel Lilian Voynich, britská spisovatelka a hudební skladatelka (* 11. května 1864)
- 1962
  - Rudolf Strechaj, ministr spravedlnosti Slovenské republiky (* 25. července 1914)
  - Eddie Costa, americký klavírista (* 14. srpna 1930)
- 1968 – Otto Hahn, německý chemik, nositel Nobelovy ceny (* 8. března 1879)
- 1974 – Ludwig Blum, izraelský malíř původem z Moravy (* 24. července 1891)
- 1980 – Muhammad Rezá Pahlaví, íránský šáh (* 26. října 1919)
- 1987 – Dmitrij Alexandrovič Bilenkin, ruský spisovatel (* 21. září 1933)
- 1989 – Joris Ivens, nizozemský režisér (* 18. listopadu 1898)
- 1992 – Maria Reiterová,  německá obchodnice a milenka Adolfa Hitlera (* 23. prosince 1911)
- 1998 – Zbigniew Herbert, polský básník (* 29. října 1924)
- 1999 – Trygve Haavelmo, norský ekonom, Nobelova cena 1989 (* 13. prosince 1911)
- 2002 – Archer John Porter Martin, britský chemik, Nobelova cena za chemii 1952 (* 1. března 1910)
- 2004
  - Francis Crick, britský molekulární biolog a fyzik, nositel Nobelovy ceny (* 8. června 1916)
  - Tiziano Terzani, italský novinář a spisovatel (* 14. září 1938)
- 2006 – David Gemmell, britský spisovatel (* 1. srpna 1948)
- 2007
  - Isidore Isou, francouzský spisovatel (* 29. ledna 1925)
  - Theo Altmeyer, německý operní pěvec (* 16. března 1931)
- 2010 – Antonio Daniloski, německý hráč Counter-Strike (* 10. července 1990)
- 2011
  - J. Milton Yinger, americký sociolog (* 6. července 1916)
  - Eric Stein, americký právník a diplomat českého původu (* 1913)
- 2012 – Amos Degani, izraelský politik (* 23. května 1926)
- 2013
  - Ersilio Tonini, italský kněz, arcibiskup Ravenny, kardinál (* 20. července 1914)
  - Rita Reys, nizozemská zpěvačka (* 21. prosince 1924)
  - Eileen Brennanová, americká herečka (* 3. září 1932)
- 2015 – Edward Natapei, prezident Vanuatu (* 17. července 1954)
- 2021 –  Dusty Hill, americký baskytarista, klávesista a zpěvák (* 19. května 1949)
- 2023 – Martin Walser, německý spisovatel (* 24. března 1927)
- 2025 – Laura Dahlmeierová, německá biatlonistka (* 22. srpna 1993)

## Svátky

### Česko
- Viktor, Viktorín
- Alina
- Inocenc
- Svatomír

### Svět
- Světový den hepatitidy
- Austrálie – Den stromů
- Peru – Den nezávislosti

Katolický kalendář
- Svatý Viktor I. – 14. papež katolické církve
- Pedro Poveda Castroverde
- Giacomo Ilario Barbal Cosàn

| 28. červenec v pražském KlementinuÚdaje jsou platné k 8. 7. 2025. | 28. červenec v pražském KlementinuÚdaje jsou platné k 8. 7. 2025. | 28. červenec v pražském KlementinuÚdaje jsou platné k 8. 7. 2025. |
| minimum                                                           | denní průměr                                                      | maximum                                                           |
| ----------------------------------------------------------------- | ----------------------------------------------------------------- | ----------------------------------------------------------------- |
| 9,8 °C (1832)                                                     | 20,0 °C (od 1961)                                                 | 37,6 °C (2013)                                                    |